# Vállalati tervezés
A vállalati tervezés a vállalat lehetséges jövőbeli állapotainak felvázolása, a kívánatos célállapotok kiválasztása és az elérésükhöz szükséges intézkedések meghatározása. Segítségével tud a vállalat folyamatosan alkalmazkodni a külső és belső változásokhoz úgy, hogy közben a döntéshozók a döntések meghozatalakor rendre a jövőbeli lehetséges hatásokat is figyelembe veszik.

## Stratégiai és operatív tervezés
A vállalati tervezésen belül megkülönböztetünk stratégiai tervezést és operatív tervezést. 
- A stratégiai tervezés az a folyamat, amelynek során vezetőként eldöntjük, hogy a szervezet mely programjait indítjuk el, illetve az erőforrásokból megközelítőleg mekkora mennyiséget rendelünk az egyes programokhoz a következő néhány évben. A stratégiai tervezés nem azonos a stratégiaalkotással. A stratégiaalkotás az új stratégiák kiválasztásának folyamata, míg a stratégiai tervezés során azt döntjük el, hogyan valósítsuk meg a stratégiákat.[2]
- Az operatív tervezés a stratégiából következik, és feladata, hogy tervértékek segítségével megmutassa a célok elérésének módját. Az időtávot tekintve lehet középtávú vagy éves tervezés. A középtávú tervezés összekötő hídként szolgál a hosszabb távú stratégiai és az éves tervezés között. Az éves tervezés a terv-tény összehasonlítások alapjául is szolgál.[1]

## Az operatív tervezés különböző megközelítései[3]
- Top-down megközelítés: a szervezet csúcsáról indul ki a tervezés. A vállalat vezetése egy kerettervben rögzíti a célokat, majd a lejjebb lévő vezetési szinteken lépésről lépésre konkretizálják ezeket részletes tervekben.
- Bottom-up megközelítés: a tervezés a szervezet alsó szintjein kezdődik, és lépésről lépésre jut el a legfelső szintre. A teljes szervezetre vonatkozó célok és terv a folyamat végeredménye lesz.
- Ellenáramú tervezés: kombinálja a top-down és a bottom-up megközelítést. Először a legfelső szinten meghatározzák az ideiglenes célokat, majd ezekből levezetik az alsóbb szintekre vonatkozó célokat és részterveket. Ezután következik az alulról felfelé történő tervezés, ennek során az alsóbb szintekre érvényes terveket kialakítják és összefoglalják. A folyamat azzal ér véget, hogy a legfelső szinten véglegesítik a célokat és a terveket. Elvben alulról is indítható a folyamat.

## Az operatív tervezés automatizálása (automatizált tervezés)
A tervezési folyamat során a vállalat hozzáigazítja az erőforrásait a változó külső és belső körülményekhez. Ez azonban ellentmondásos helyzet, mert miközben az egyre komplexebb környezetben egyre nagyobb szükség van a tervezésre, ennek lehetőségei – éppen a kiterjedt, komplex összefüggések miatt - beszűkülnek. A változások egyre gyorsabbak, éven belül többször is megváltoznak a környezeti feltételek, szinte folyamatossá válik az újratervezés. Nincs is értelme már éves tervet készíteni, különösen, hogy ez rengeteg erőforrást köt le a vállalatoknál. 
Ez a helyzet keltette fel az igényt az operatív tervezés automatizálására, a technológiai fejlődés pedig lehetővé tette a megvalósítást. A kiindulópontot már nem a célként megadott profit jelenti (ahogy ez hagyományosan jellemző volt), hanem az, hogy várhatóan mennyi rendelés érkezik majd be. Algoritmusokkal jelzik előre, hogy az elkövetkező hónapokban milyen igény lesz a termékekre, és ehhez hogyan kell alkalmazkodnia a különböző üzleti területeknek (termelés, beszerzés, logisztika, pénzügy stb.).
Az automatizált tervezés általában úgynevezett integrált tervezési logikát követ. A top-down célkijelölést összevetik a modellszerűen, automatikusan, integráltan működtetett előrejelzési rendszer számaival. Ezek a kereskedők jelzései alapján, a folyamatosan tervezett eladási, gyártási, beszerzési, szolgáltatási számokból állnak össze. A fejlettebb vállalatok ehhez szofisztikált statisztikai predikciós és optimalizálási eszközöket is használnak.  A havonta/negyedévente közös megegyezésen alapuló előrejelzésnek köszönhetően (árbevétel, költség, eredmény, különböző teljesítménymutatók stb.) folyamatosan nyomon lehet követni a terv teljesülését, időben észre lehet venni a céloktól való eltéréseket és be lehet avatkozni.